# 弗雷迪·福克斯
弗雷德里克·薩姆森·羅伯·莫里斯·福克斯（英語：Frederick Samson Robert Morice Fox，1989年4月5日—），英格蘭男演員、編劇、導演以及製片人，憑藉在英國舞台劇及電視的演出而聞名。著名作品如電視電影《喬治男孩》（2010年）、電視劇《黃瓜》（2015年）、《香蕉》（2015年）、《白屋農場謀殺案》（2020年），以及舞台劇《花粉症》（2012年）、《猶大之吻》（2012年至2013年）、《罗密欧与朱丽叶》（2015年）、《戲謔》（2016年至2017年）、《理想的丈夫》（2018年）和《埃德蒙·德貝杰拉克》（2019年）。
在電影圈的作品包括《3D劍客聯盟：雲端之戰》（2011年）、《骄傲》（2014年）和《怪物》（2015年）。

## 早年
弗雷德里克·薩姆森·羅伯·莫里斯·福克斯生於倫敦漢默史密斯。他在倫敦及多塞特郡金默里奇灣的家中長大，出身自演藝世家——羅賓·福克斯家族。
父母——愛德華·福克斯和喬安娜·大衛都是演員。他是艾米丽雅·福克斯的弟弟，露西·阿拉貝拉·普雷斯頓（Lucy Arabella Preston）同父異母的兄弟，演員安吉拉·沃辛頓·福克斯（Angela Worthington Fox）和戲劇經紀人羅賓·福克斯之孫、弗雷德里克·朗斯代爾的曾孫。他是製片人羅伯·福克斯和演員詹姆斯·福克斯的侄子，也是演員勞倫斯、傑克和莉迪亞·福克斯（Lydia Fox）的堂兄弟。弗雷迪·福克斯的名字取自與父親在電影《豺狼之日》（1973年）中合作過的導演弗雷德·金尼曼。，同時加入了他的曾曾祖父薩姆森·福克斯的名字；薩姆森·福克斯是維多利亞時代實業家，發明了波紋鍋爐煙道，並建造了哈羅蓋特皇家大廳。弗雷迪·福克斯當被問及是否相信自己的表演基因時，回應：「以前我並不相信，直到我姊姊艾米丽雅出現在BBC的《你以为你是谁》中。」他們家族的戲劇史足以追溯至一百年前。
1994年至2002年，福克斯在圣约翰伍德的阿諾豪斯學校接受教育，同時也是該校的學生代表。他在多塞特郡寄宿學校布萊恩斯頓學校讀中學時是學生長，在此鍛鍊了自己的演講並克服了相當嚴重的閱讀障礙。此期間，曾在一位古典大師專門為他創作的戲劇《冒險事業》（A Risky Business）中扮演了一位校長。
之後，他就讀於倫敦市政廳音樂及戲劇學院，2010年畢業。他的表演天賦受到其戲劇老師讚賞。

## 作品列表

### 電影
| 年份 | 標題                               | 角色                   | 附註             |
| ---- | ---------------------------------- | ---------------------- | ---------------- |
| 2009 | 《烏龍女校2：費童家族的寶藏》      | 優等生                 |                  |
| 2011 | 《3D劍客聯盟：雲端之戰》           | 路易十三國王           |                  |
| 2013 | 《皇室画廊》                       | 巴頓堡的路易王子       | 紀錄片；配音     |
| 2014 | 《高富帥俱樂部》                   | James Leighton-Masters |                  |
| 2014 | 《骄傲》                           | Jeff Cole              |                  |
| 2015 | 《怪物》                           | Finnegan               |                  |
| 2018 | 《黑色四七》                       | Commander Pope         |                  |
| 2018 | 《冰之王者》（The Ice King）       | 旁白／約翰·庫利        | 紀錄片；配音     |
| 2018 | 《英雄》（Hero）                   | -                      | 導演、編劇和監製 |
| 2017 | 《亞瑟：王者之劍》                 | Rubio                  |                  |
| 2019 | 《范妮·莱的解救》                  | Thomas Ashbury         |                  |
| 2020 | 《丹尼斯和咬牙：釋放！登上大銀幕》 | Dennis                 | 配音             |
| 2022 | 《艾瑞克·拉維利奧斯—被戰爭所吸引》 | 艾瑞克·拉維利奧斯      | 紀錄片；配音     |
| 2022 | 《哈里斯夫人去巴黎》               | RAF軍官                |                  |
| 2023 | 《咖啡大戰》（Coffee Wars）        | Hans                   |                  |
| 2024 | 《非紳士特攻隊》                   | 伊恩·佛萊明            |                  |

### 電視
| 年份      | 標題                                                               | 角色                                         | 附註                                               |
| --------- | ------------------------------------------------------------------ | -------------------------------------------- | -------------------------------------------------- |
| 2009      | 《瑪波小姐探案》                                                   | Tom Savage                                   | 電視電影                                           |
| 2010      | 《喬治男孩》                                                       | 瑪麗蓮                                       | 電視電影                                           |
| 2010      | 《赤子之心》                                                       | Peter Scabius                                | 2集                                                |
| 2010      | 《羅莎蒙德·皮爾徹的愛情陰影》（Rosamund Pilcher's Shades of Love） | Guy Wells                                    | 單集：〈Family Secret〉                            |
| 2011      | 《若影若線》                                                       | Ratallack                                    | 常駐演員                                           |
| 2012      | 《艾德溫·德魯德之謎》                                              | Edwin Drood                                  | 迷你劇；主演                                       |
| 2012      | 《刘易斯探案》                                                     | Sebastian Dromgoole                          | 單集：〈Generation of Vipers〉                     |
| 2012      | 《一戰往事》                                                       | Edward Wannop                                | 2集                                                |
| 2013      | 《珠峰之语》（Words of Everest）                                   | 安德鲁·欧文                                  | 紀錄片                                             |
| 2015      | 《黃瓜》                                                           | Freddie Baxter                               | 主演                                               |
| 2015      | 《香蕉》                                                           | Freddie Baxter                               | 主演                                               |
| 2016      | 《2016年國際大屠殺紀念日》（Holocaust Memorial Day 2016）          | 他自己（參與者）                             |                                                    |
| 2017–2021 | 《丹尼斯和咬牙：釋放！》                                           | Dennis the Menace                            | 主演；配音                                         |
| 2017      | 《喬·奧頓戳穿》（Joe Orton Laid Bare）                             | Mr Sloane                                    | 電視電影                                           |
| 2017      | 《週六混搭！》                                                     | 他自己（明星嘉賓）                           | 第一季第7集                                        |
| 2018      | 《年度肖像藝術家》                                                 | 他自己（名人模特兒）                         | 第四季第3集                                        |
| 2018      | 《瓦特希普高原》                                                   | Captain Holly                                | 迷你劇；配音                                       |
| 2019      | 《拉比特探长》                                                     | Wilbur Strauss                               | 主演                                               |
| 2019      | 《成为奥斯卡的重要性》                                             | 各種角色（Jokannen、Lord Goring、道林·格雷） | 電視電影                                           |
| 2019      | 《塑造我们世界的小说》（Novels That Shaped Our World）             |                                              | 單集：〈The Class Ceiling〉                        |
| 2020      | 《白屋農場謀殺案》                                                 | 傑瑞米·班伯                                  | 主演                                               |
| 2020      | 《兩極警探》                                                       | Miles Stevens                                | 第一季第2集                                        |
| 2020–2023 | 《凱薩琳大帝》                                                     | King Hugo                                    | 客串（第一季）；常駐演員（第二季）；主演（第三季） |
| 2020      | 《王冠》                                                           | 馬克·柴契爾                                  | 2集                                                |
| 2021      | 《逐愛》                                                           | Tony Kroesig                                 | 迷你劇                                             |
| 2022      | 《倫敦榜樣》                                                       | 愛德華·福克斯                                | 單集：〈LA Story〉                                 |
| 2022–2023 | 《外放特務組》                                                     | Spider Webb                                  | 常駐演員                                           |
| 2023      | 《249號拍賣品》                                                    | Edward Bellingham                            | 電視電影                                           |
| 2024      | 《紳士追殺令》                                                     | Max                                          | 2集                                                |
| 2024      | 《龍族前傳》                                                       | Gwayne Hightower                             | 8集                                                |

### 電子遊戲
| 年份 | 標題                  | 配音角色 | 附註 |
| ---- | --------------------- | -------- | ---- |
| 2017 | 《樂高漫威超級英雄2》 |          |      |
| 2017 | 《异度神剑2》         | Corvin   |      |

## 外部連結
- 弗雷迪·福克斯在互联网电影资料库（IMDb）上的資料（英文）